# Sultan Azlan Shah Cup 2000
De strijd om de Sultan Azlan Shah Cup is een internationaal toptoernooi in Hockey, dat jaarlijks in Maleisië wordt gehouden. Het evenement vindt geen doorgang indien Maleisië in hetzelfde jaar gastheer is van een door de FIH toegewezen toptoernooi, zoals het wereldkampioenschap of de Champions Trophy. Aan de tiende editie (16 tot en met 26 februari 2000) deden, behalve het gastland, de volgende landen mee: Canada, Duitsland, India, Nieuw-Zeeland, Pakistan en Zuid-Korea.

## Uitslagen voorronde
Donderdag 16 februari 2000
- Duitsland-India 2-1
- Zuid-Korea-Nieuw-Zeeland 4-1
- Maleisië-Canada 3-1

Vrijdag 17 februari 2000
- Pakistan-Zuid-Korea 1-1
- Maleisië-Duitsland  2-1
- Canada-Nieuw-Zeeland 1-1

Zaterdag 18 februari 2000
- Pakistan-India  2-1

Zondag 19 februari 2000
- Maleisië-Nieuw-Zeeland  4-2
- India-Canada  3-2
- Duitsland-Zuid-Korea 0-3

Maandag 20 februari 2000
- Canada-Duitsland 2-3
- Pakistan-Nieuw-Zeeland 3-1

Dinsdag 21 februari 2000
- Pakistan-Maleisië 3-2
- Zuid-Korea-India  2-1

Woensdag 22 februari 2000
- Duitsland-Nieuw-Zeeland 2-2
- India-Maleisië 2-1
- Zuid-Korea-Canada  3-1

Donderdag 23 februari 2000
- Duitsland-Pakistan 2-4

Vrijdag 24 februari 2000
- Pakistan-Canada  2-1
- Maleisië-Zuid-Korea 4-5
- India-Nieuw-Zeeland 2-1

## Eindstand voorronde
| Plaats | Land          | Matchen | Gw | Vl | Gl | Doelpunten | Punten |
| ------ | ------------- | ------- | -- | -- | -- | ---------- | ------ |
| 1.     | Zuid-Korea    | 6       | 5  | 1  | 0  | (17-8)     | 16     |
| 2.     | Pakistan      | 6       | 5  | 1  | 0  | (15-8)     | 16     |
| 3.     | Maleisië      | 6       | 3  | 0  | 3  | (16-9)     | 9      |
| 4.     | India         | 6       | 2  | 1  | 3  | (10-7)     | 7      |
| 5.     | Duitsland     | 6       | 2  | 1  | 3  | (10-14)    | 7      |
| 6.     | Nieuw-Zeeland | 6       | 0  | 2  | 4  | (8-16)     | 2      |
| 7.     | Canada        | 6       | 0  | 1  | 5  | (8-14)     | 1      |

## Uitslagen play-offs
Zondag 26 februari 2000

### Plaats 5
- Duitsland-Nieuw-Zeeland 3-2

### Plaats 3 (troostfinale)
- Maleisië-India 1-4

### Finale
- Pakistan-Zuid-Korea 1-0

## Eindrangschikking
| Plaats | Land          |
| ------ | ------------- |
| 1.     | Pakistan      |
| 2.     | Zuid-Korea    |
| 3.     | India         |
| 4.     | Maleisië      |
| 5.     | Duitsland     |
| 6.     | Nieuw-Zeeland |
| 7.     | Canada        |